# Paso de Palmillas
Paso de Palmillas är en ort i Mexiko.   Den ligger i kommunen Churumuco och delstaten Michoacán de Ocampo, i den södra delen av landet, 260 km väster om huvudstaden Mexico City. Paso de Palmillas ligger 694 meter över havet och antalet invånare är 221.
Terrängen runt Paso de Palmillas är kuperad österut, men västerut är den bergig. Runt Paso de Palmillas är det glesbefolkat, med 15 invånare per kvadratkilometer. Närmaste större samhälle är Churumuco de Morelos, 17,5 km sydväst om Paso de Palmillas. I omgivningarna runt Paso de Palmillas växer huvudsakligen savannskog.